# Samaipata

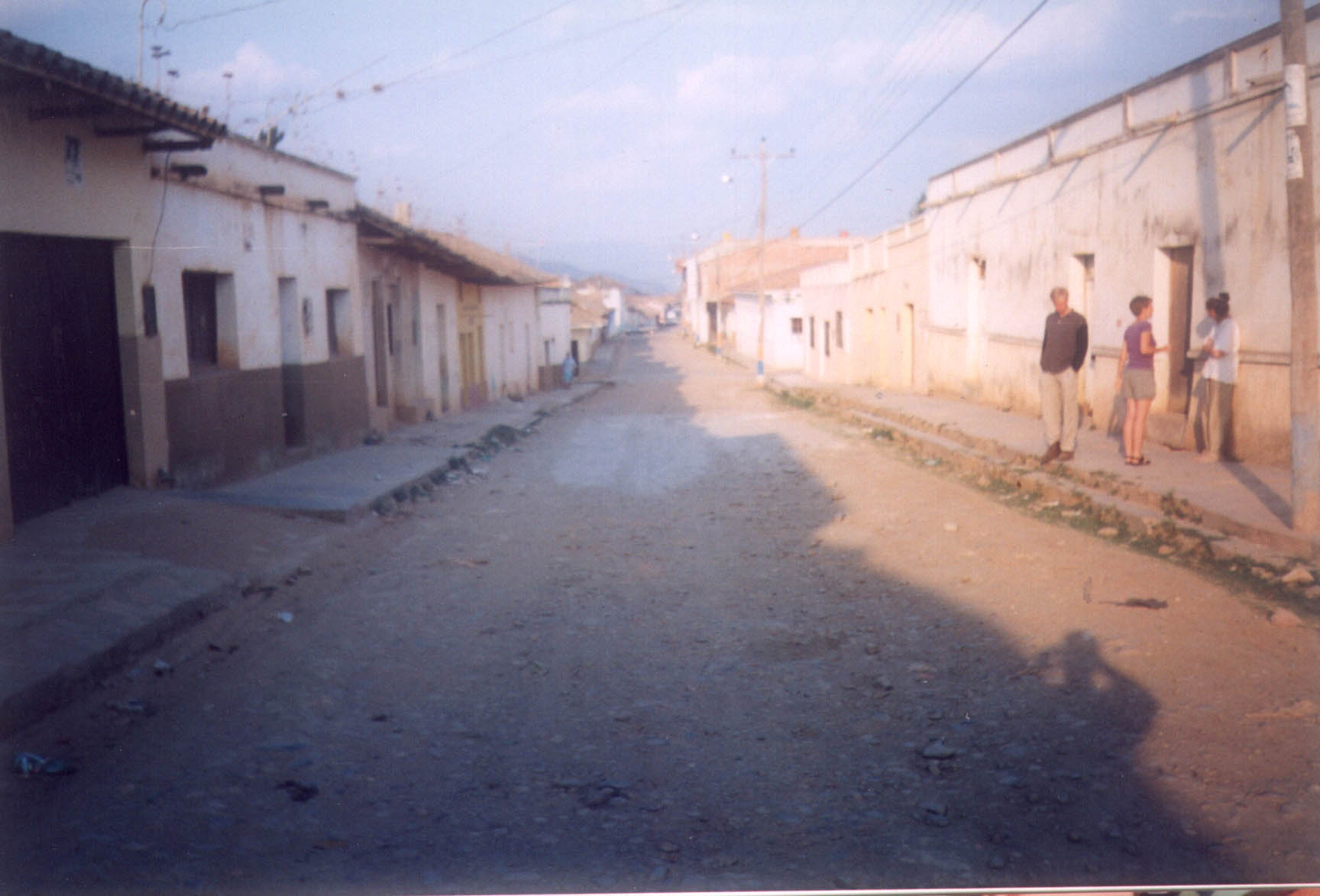
Rua de Samaipata

Samaipata é uma cidade boliviana, na província de Florida, Departamento de Santa Cruz. Fica na altitude de 1.650 metros e localiza-se próximo aos Andes. 
Seu nome deve-se ao antigo centro cerimonial Noto vem Fuerte, declarado em 1998 como patrimônio da humanidade pelo Organização das Nações Unidas para a Educação, a Ciência e a Cultura. 
Dizem que algum de seus fortes foram construídos para deter os guaranis, localizando-se no extremo do Tawantinsuyo. Algumas destas fortificações podem ter sido construídas do século XV pelos incas, como o Forte de Samaipata.